# Zwiebelknopffibel

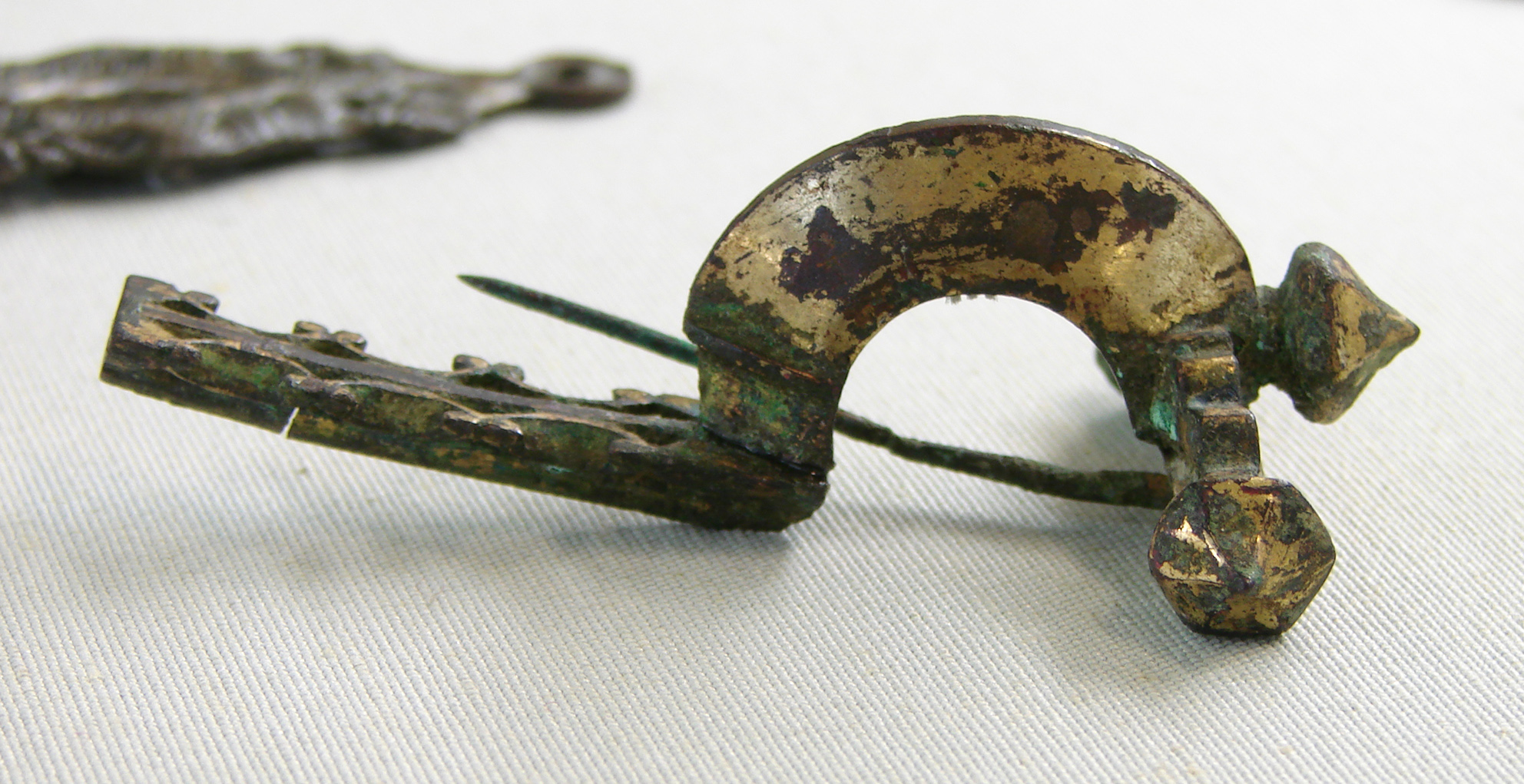
Seitenansicht einer Zwiebelknopffibel

Eine Zwiebelknopffibel ist eine Gewandnadel der Spätantike und des Frühmittelalters. Die Form entstand aus dem Vorgängertyp der Scharnierarmfibel in der 2. Hälfte des 3. Jahrhunderts. Die moderne deutschsprachige Bezeichnung geht auf die drei zwiebelförmigen Knöpfe an den Enden der Fibel zurück.

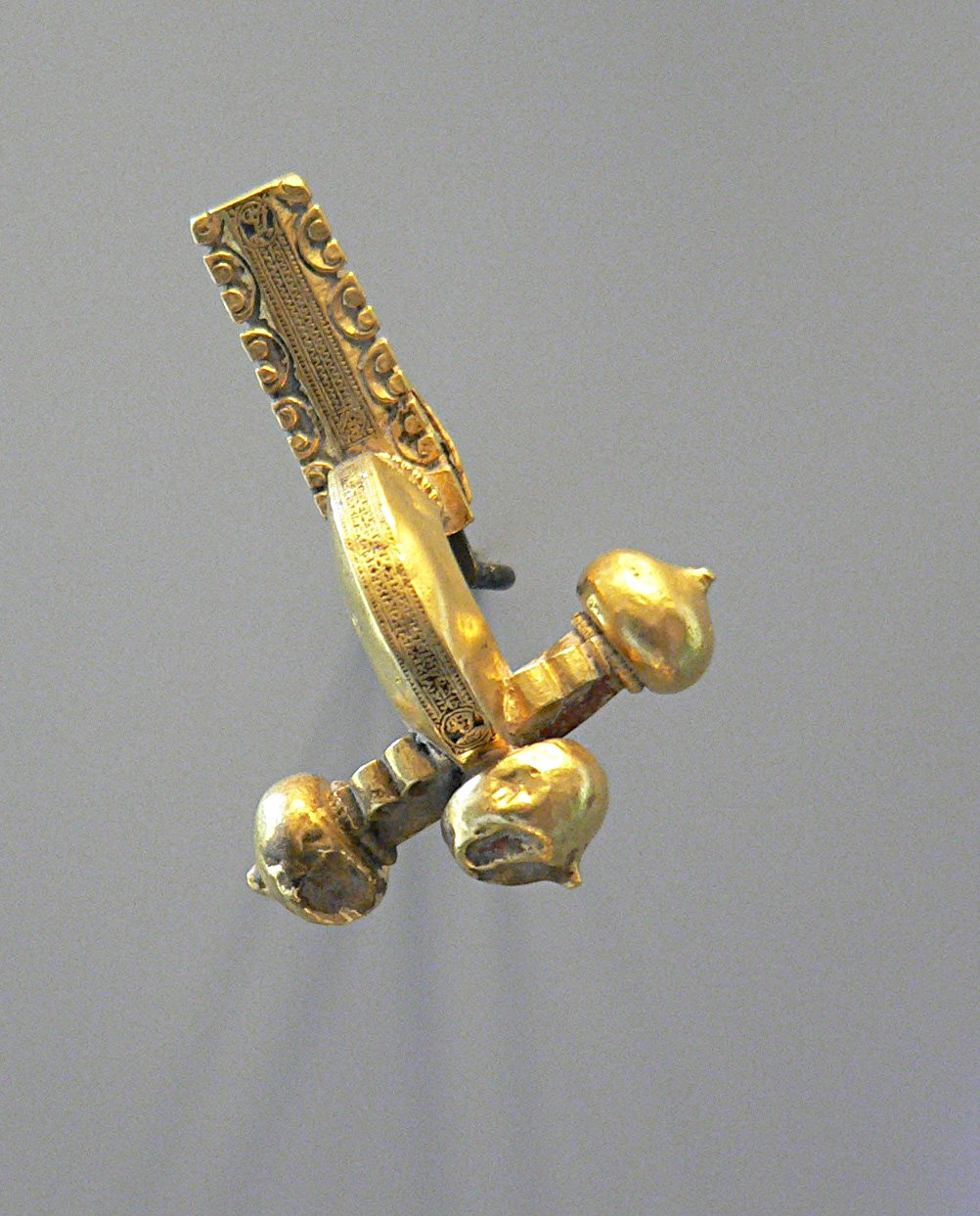
Goldene Zwiebelknopffibel

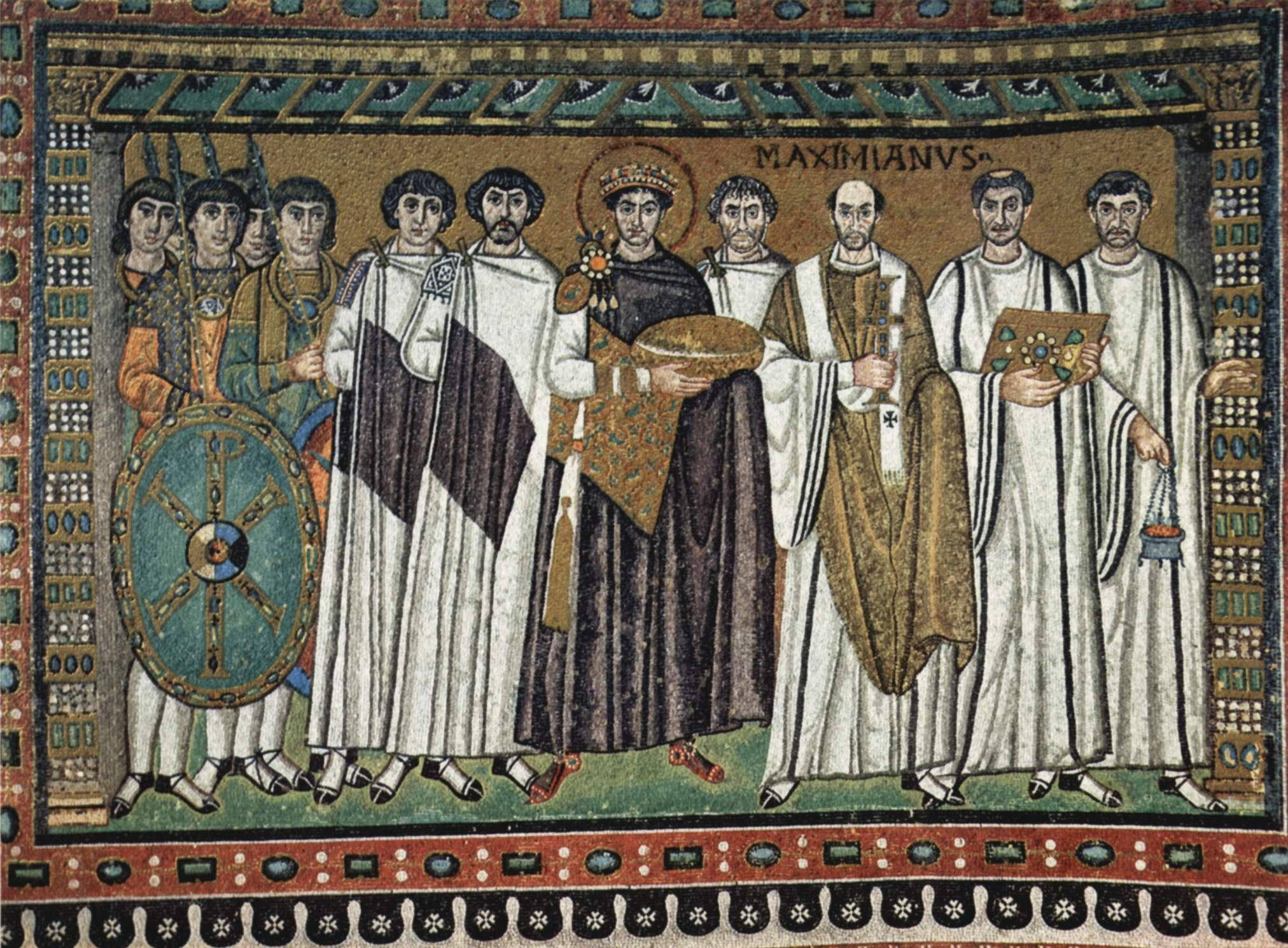
Mosaik in San Vitale (Ravenna). Zu beiden Seiten des Kaisers Justinian Beamte in Amtstracht mit Zwiebelknopffibeln.

Zwiebelknopffibeln gehörten sowohl zur spätrömischen Soldatentracht wie zur Kleidung spätantiker Beamter. Die Fibel hielt den Mantel zusammen und wurde meist auf der rechten Schulter getragen. Da die Fibelform fast ausschließlich von diesen Personengruppen getragen wurde, war sie auch ein Standesabzeichen.
Zwiebelknopffibeln wurden aus unterschiedlichen Materialien angefertigt. Die meisten Exemplare bestehen aus Messing oder Bronze, davon sind einige vergoldet bzw. mit Niello oder Email verziert. Wenige Exemplare sind aus Silber oder Gold, die unterschiedlichen Materialien sind vermutlich auf Rangunterschiede der Träger zurückzuführen. Eine goldene Zwiebelknopffibel stammt aus dem Grab des fränkischen Königs Childerich I.
Eine weitere wurde im Jahre 1958 auf der Gemarkung Niederemmel der Gemeinde Piesport bei Ausschachtungsarbeiten gefunden. Diese datiert auf das Jahr 315/316 n. Chr. und wurde von den beiden Kaisern Konstantin I. und Licinius anlässlich des 10-jährigen Regierungsantritts an Servandus verliehen.